# Ammothea armentis
Ammothea armentis är en havsspindelart som beskrevs av Child, C.A. 1994. Ammothea armentis ingår i släktet Ammothea och familjen Ammotheidae. Inga underarter finns listade i Catalogue of Life.